# 歐光宸
欧 光宸（おう こうしん；ピン音: Ōu Guāngchén；呉川の粤語: Au Guongsan、? - 1653年）は、明末の抗清英雄。字は戴皇。高州府呉川県博鋪（現在の広東省湛江市呉川市博鋪街道）の人。明の天啓7年（1627年）の挙人。